# Stift Engelszell (birra)
La Stift Engelszell è una birra d'abbazia austriaca, prodotta in varie versioni nell'Abbazia di Engelszell.

## Storia
L'Abbazia di Engelszell risale al 1293 ma visse alterne vicende: nel 1786 il monastero fu chiuso e la struttura fu adibita a dimora della nobiltà e adattata a castello, ove iniziò la produzione di birra. Nel 1925 i trappisti rientrarono in possesso della struttura e anche del birrificio, continuando la produzione di birra, molto apprezzata e venduta fino a Linz. Nel 1929 la produzione fu interrotta; nel 1939 i monaci furono costretti dalla Gestapo ad abbandonare il monastero e vi fecero ritorno solo alla fine delle seconda guerra mondiale. Nel 2012 fu impiantata una nuova birreria sul terreno appartenente alla Chiesa e la produzione di birra riprese.
Nello stesso anno la Stift Engelszell fu riconosciuta come birra trappista dall'Associazione Internazionale Trappista, certificazione che fu tuttavia revocata nel maggio 2023 quando gli ultimi quattro monaci dovettero abbandonare l'abbazia, rendendo impossibile il rispetto dei requisiti necessari per mantenere tale attestazione.

## Descrizione
I quattro tipi di birra realizzati nell'abbazia sono la Gregorius, la Benno, la Nivard e la 1293er. Il malto d'orzo e quello di frumento sono prodotti in Austria, i malti speciali provengono dalla Baviera. Il luppolo è coltivato nella vicina regione del Mühlviertel.

### Gregorius
Birra di stile Abbey Tripel di 9,7 % vol di gradazione, di intenso colore bruno. Il sapore è lievemente affumicato con aroma di malto tostato.

### Benno
Birra di stile Belgian Ale di 6,9 % vol di gradazione, di colore giallo oro. Il sapore è fruttato con richiami floreali e d'agrumi. Il gusto fresco termina con un finale secco e amaro.

### Nivard
Birra di stile India Pale Ale di 5,5 % vol di gradazione, di colore giallo oro con forte aroma di lievito, sapore amaro corposo con un finale d'erba.

### Engelszeller Klosterbräu 1293er
Questa birra è stata realizzata nell'inverno del 2022, a partire dalla ricetta dell'antica birra Engelszeller Klosterbräu la cui produzione terminò nel 1929. Il nome richiama l'anno di fondazione del convento, il 1293, appunto. Birra bionda di 4,9 % vol di gradazione di gusto non troppo amaro, ottenuto con il luppolo della regione del Mühlviertel.